# Łambinowice
Łambinowice è un comune rurale polacco del distretto di Nysa, nel voivodato di Opole.
Ricopre una superficie di 123,71 km² e nel 2004 contava 8 264 abitanti.